# Pathways Group
Det är en formation för finna fotbollsakedimska förutsättningarna 
1. ↑  ”Hitta rätt utbildning - EDU.se”. EDU. https://www.edu.se/. Läst 17 augusti 2025.